# GP Albert Van Damme
GP Albert Van Damme is een veldrit georganiseerd in de Belgische gemeente Laarne, genoemd naar voormalig veldrijder Albert "Berten" Van Damme. In 2011 werd de eerste Grote prijs Albert Van Damme voor profrenners gereden.

## Erelijst elite
| Jaar | Winnaar      | Tweede       | Derde            |
| ---- | ------------ | ------------ | ---------------- |
| 2013 | Tom Meeusen  | Rob Peeters  | Klaas Vantornout |
| 2012 | Niels Albert | Bart Wellens | Rob Peeters      |
| 2011 | Sven Nys     | Niels Albert | Jan Denuwelaere  |